# Gornja Dragotinja
Gornja Dragotinja (szerbül: Горња Драготиња), falu Bosznia-Hercegovinában, Bosanska krajina területén, Prijedor községben, a Szerb Köztársaságban. 

## Fekvése
Bosznia-Hercegovina északnyugati részén, Banja Lukától légvonalban 54, közúton 67 km-re északnyugatra, községközpontjától légvonalban 9, közúton 14 km-re északnyugatra, a Szana jobb partján fekvő Potkozarje dombvidékén, 130 – 300 méteres tengerszint feletti magasságban fekszik. Több, szétszórt, kis településből áll. Áthalad rajta a Prijedort Novi Graddal összekötő főútvonal és vasútvonal.

## Népessége
| Nemzetiségi csoport | Népesség 1991 | Népesség 2013 |
| ------------------- | ------------- | ------------- |
| Szerb               | 515           | 302           |
| Bosnyák             | 2             | 0             |
| Horvát              | 0             | 1             |
| Jugoszláv           | 3             | 0             |
| Egyéb               | 0             | 6             |
| Összesen            | 520           | 309           |

## Története
Dragotinja település már a középkorban is létezett. Andrija Zirdum kutatásai szerint 1334-ben már plébánia székhelye volt és már állt a Szűz Mária tiszteletére szentelt plébániatemploma.
A település 1878-ig tartozott az Oszmán Birodalomhoz, ekkor a berlini kongresszus határozata alapján az Osztrák-Magyar Monarchia része lett. 1910-ben Dragotinja községben 172 háztartást 1276 ortodox szerb, 12 muszlim és 3 katolikus lakost találtak. A monarchia szétesésével 1918-ban előbb a Szerb-Horvát-Szlovén Királyság, majd 1929-től a Jugoszláv Királyság része. 1921-ben Dragotinja községnek 183 háztartása és 1315 lakosa volt. Jugoszlávia megszállása után a falu a Független Horvát Állam (NDH) része lett. 
1945-től a település a szocialista Jugoszlávia része volt. 1963-ig Ljubija község része volt. A boszniai háború idején a település a Boszniai Szerb Köztársasághoz tartozott. A daytoni békeszerződést követő területfelosztásnál a település Prijedor község részeként a Szerb Köztársaság területéhez került.
A településen regionális általános iskola, szociális központ és kőbánya működik.

## Kultúra
- Gornja Dragotinja különleges látványossága a „Dragotinja est”, amelyen megválasztják a „Dragotinja Hercegség” hercegét.

- A Szerb Köztársaság rádió-televíziója 2011 októberében Gornja Dragotinjában rögzítette a „Vez” című műsor első epizódját, amelyet a Szerb Köztársaság népi és eredeti hagyományainak szenteltek.[8]

## Sport
- Gornja Dragotinjában hosszú éveken át működött a „Karan” futballklub, a stadiont pedig, ahol játszottak, a honvédő háborúban meghalt játékosról „Ljuban Marjanović – Ljupče” néven nevezték.